# Jenisgelaran
Jenisgelaran is een bestuurslaag in het regentschap Jombang van de provincie Oost-Java, Indonesië. Jenisgelaran telt 2113 inwoners (volkstelling 2010).